# 중앙탑 나들목
중앙탑 나들목(Jungangtap IC)는 충청북도 충주시 중앙탑면 용전리에 설치된 중부내륙고속도로의 22-1번 교차로이다. 하이패스 전용 나들목이기 때문에 중앙탑 하이패스 나들목이라고도 불리며, 건설 당시 가칭은 충주 하이패스 나들목이었다.
서충주신도시 주민과 기업체의 고속도로 접근성 향상을 위해 신설되었으며, 2019년 12월 30일에 개통되었다.

## 연혁
- 2018년 2월 21일 : 2019년 12월까지 충주휴게소에 충주 하이패스 나들목 신설을 위해 충청북도 충주시 중앙탑면 용전리 1.074km 구간 도로구역 변경[1]
- 2019년 12월 30일 : 내서 기점 229.62 km 위치 충주휴게소 내에 중앙탑 나들목으로 하이패스 나들목 개통[2]

## 구조물 정보
충주휴게소 내에 설치되었으며 하이패스 이용 차량만 이용할 수 있다.
- 위치 : 충청북도 충주시 중앙탑면 용전리
- 영업소 : 충청북도 충주시 중앙탑면 중부내륙고속도로 231

## 접속하는 도로
- 원앙4길

## 교통량 정보
| 요금소          | 통행량 (대/일) | 각주  |
| 요금소          | 2019년         | 각주  |
| --------------- | -------------- | ----- |
| 중앙탑 (폐쇄식) | 273            | [ 3 ] |